# Apostolepis albicollaris
Apostolepis albicollaris — вид змій родини полозових (Colubridae). Ендемік Бразилії.

## Поширення і екологія
Apostolepis albicollaris мешкають на Бразильському нагір'ї, від Тріангулу-Мінейру на заході штату Мінас-Жерайс до національного парка Шапада-дус-Веадейрус на півночі штату Гояс. Вони живуть в саванах і сухих тропічних лісах серрадо, уникають галерейних лісів і антропогенних зон. Ці риючий вид, що полює на амфісбен.